# Paul Tudor Jones
Paul Tudor Jones II (né le 28 septembre 1954) est un gestionnaire de fonds spéculatifs et philanthrope américain. En 1980, il fonde Tudor Investment Corporation (en), une société de gestion d'actifs basée à Stamford dans le Connecticut. Huit ans plus tard, il fonde la Fondation Robin Hood, qui se concentre sur la réduction de la pauvreté.
En 2019, Reuters le décrit comme « l'un des géants » et rapporte qu'il est considéré comme une légende parmi les traders macroéconomiques, en partie pour avoir anticipé le krach d'octobre 1987, pendant lequel il gagne environ 100 millions $ en vendant à découvert des actions, après l'avoir prédit dans un documentaire télévisé, et l'explosion de la bulle spéculative japonaise en 1990. En juillet 2024, sa fortune est estimée à 8,1 milliards $.

## Jeunesse et formation
Né à Memphis dans le Tennessee, Paul Tudor Jones II est le fils de John Paul Jones, couramment appelé Jack Jones, qui pratique le droit des transports dans un bureau situé à côté du Daily News, une publication que sa famille possède et exploite depuis 1886 et dont il est l'éditeur pendant 34 ans. Son demi-frère est Peter Schutt.
Jones est scolarisé à la Presbyterian Day School (en), une école primaire non-mixte, avant d'entrer à la Memphis University School (en). Il étudie ensuite à l'université de Virginie où il est champion de boxe mi-moyens. Pendant ses études, il est président de la fraternité Sigma Alpha Epsilon (en). Pour payer ses frais de scolarité, il écrit dans le journal de sa famille sous le pseudonyme de « Paul Eagle ».
En 1976, il obtient son diplôme en économie de l'université de Virginie. Dans les années 1980, il est accepté à la Harvard Business School, mais décide finalement de ne pas y étudier.

## Carrière

### 1976: New York Cotton Exchange
En 1976, après avoir obtenu son diplôme de l'université de Virginie, Jones demande à son cousin William Dunavant Jr. (en) de l'initier au trading. Dunavant est le PDG de Dunavant Enterprises, l'un des plus grands négociants de coton au monde, et il envoie Jones discuter avec le courtier en matières premières (en) Eli Tullis à la Nouvelle-Orléans. Tullis représente certains des plus grands négociants de coton au monde et embauche Jones pour le former dans le trading de contrats à terme sur le coton à la New York Cotton Exchange. Il le licencie finalement après que Jones s'est endormi sur son bureau après une nuit de fête à la Nouvelle-Orléans. De nombreuses années plus tard, Jones devient trésorier de la New York Cotton Exchange en 1986, puis président d'août 1992 à juin 1995.

### 1976-1980: E. F. Hutton & Co.
À 24 ans, Jones devient courtier en matières premières pour E. F. Hutton & Co. (en) où il rencontre et se lie d'amitié avec Glenn Dubin.

### 1980 à aujourd'hui: Tudor Investment Corporation
En 1980, Jones fonde Tudor Investment Corporation (en), une société de gestion d'actifs basée à Stamford dans le Connecticut. À l'époque, Jones est encore un trader relativement inconnu et Dunavant et Tullis sont parmi ses premiers clients. Dans l'un des premiers investissements externes de Commodities Corporation (en), Tudor reçoit 30 000 $ à gérer
La société de Jones gère 12 milliards $ (en 2022).
L'un de ses plus grands et premiers succès est de prédire le krach d'octobre 1987, triplant ses actifs pendant l'événement en raison d'importantes positions courtes. En 1990, alors que la bulle spéculative japonaise éclate, Jones réalise un rendement de 87,4 % grâce à des positions courtes sur le marché,.
En 1994, il est condamné à une amende de 800 000 $ (la deuxième plus élevée à l'époque) à la SEC pour régler des allégations de violation (sans admettre ni nier les actes répréhensibles) de la règle de l'uptick, une partie du Securities Exchange Act of 1934 qui interdit la vente d'actions empruntées lorsque le cours de l'action est en baisse.
En 2014, le New York Times rapporte que les rendements des clients de Tudor ont « diminué » au cours de la décennie à la suite de la « décision délibérée de Jones de négocier de manière plus conservatrice, à la diminution des mouvements importants des taux d'intérêt et des devises alors que les banques centrales maintiennent les taux à court terme proches de zéro et à une concurrence accrue alors que l'univers des fonds spéculatifs s'est développé ».

## Investissements

### 2012: Castleton Commodities International
En octobre 2012, il est annoncé que Glenn Dubin, Paul Tudor Jones et Timothy Barakett font partie d'un groupe d'investisseurs achetant l'activité énergétique marchande Louis Dreyfus Highbridge Energy (« LDH Energy ») du groupe Louis-Dreyfus et Highbridge Capital Management, un fonds spéculatif basé à New York. La nouvelle société est nommée Castleton Commodities International (en).

### Philosophie d'investissement
Le style de trading macroéconomique mondial de Jones repose principalement sur l'analyse technique, par opposition à l'investissement sur des actions dépréciées, en mettant l'accent sur les facteurs de momentum (en) qui stimulent les marchés. Dans une interview de 2000, il suggère toutefois qu'il regrettait de ne pas avoir été plus impliqué dans l'investissement en capital risque dans les entreprises technologiques au cours des années 1990. Il déclare également en 2020 qu'il possède du bitcoin comme couverture contre l'inflation.

## Fortune
En novembre 2019, le magazine Forbes estime sa fortune à 5,3 milliards $, ce qui fait de lui la 343e personne la plus riche du Forbes 400 et le 7e gestionnaire de fonds spéculatifs le mieux rémunéré,.
En 2019, Tudor Jones et sa femme ont rejoint le Giving Pledge, s'engageant à donner la majeure partie de leur richesse à des causes caritatives, déclarant : « Nous avons tous deux été élevés dans l'Église », et citant plusieurs références bibliques pour expliquer leur décision.
En 2006, Jones vivait à Greenwich dans le Connecticut.

## Préservation de l'environnement
En 1990, Jones plaide coupable d'avoir détruit illégalement 86 acres (0,34803 km²) de zones humides protégées sur son domaine de chasse de Maryland Eastern Shore avec 1 400 mètres cubes de gravier, sans permis. Il est condamné à payer une amende d'un million de dollars et de reverser un autre million de dollars de restitution à la National Fish and Wildlife Foundation (en) et, en plaidant coupable, évite une éventuelle peine d'un an de prison pour violation de la Clean Water Act.
En 1993, il cofonde la Everglades Foundation (en), qui lutte pour la conservation des Everglades, des zones humides tropicales de Floride. Il préside le conseil d'administration de l'organisation, qui comprend entre autres Jimmy Buffett, Jack Nicklaus, David Lawrence Jr. (en), Jon L. Mills (en), et William Wrigley Jr. II (en).
En 2006, le New York Times décrit Jones comme un écologiste en rapportant qu'en 2002, le gouvernement tanzanien lui avait loué la réserve de Grumeti dans le Serengeti occidental. Le journal explique le reportage sur la conservation en ces termes : « Les réserves sont en réalité trois blocs de chasse contigus avec Sasakwa au centre : la réserve de chasse de Grumeti, la zone ouverte de Fort Ikoma et la réserve de chasse d'Ikorongo. Les réserves de chasse sont censées générer des revenus pour le gouvernement central et les districts locaux grâce à la vente de permis de chasse et aux droits de trophées. Les réserves de Grumeti n'auraient aucun sens financier, en ce qui concerne le gouvernement, si les revenus de la chasse de ces réserves disparaissaient tout simplement. La solution de Jones a été de payer les droits de chasse et d'éliminer presque complètement la chasse ».

## Philanthropie
En 1986, après avoir regardé un épisode de 60 Minutes de CBS News sur l'homme d'affaires et philanthrope Eugene Lang, Jones adopte une classe dans une école publique peu performante de Bedford-Stuyvesant et garantit des bourses d'études universitaires aux élèves qui obtiendraient leur diplôme d'études secondaires. Son idée est d'inciter les étudiants à s'engager dans les études, son objectif étant que 90 % de ces étudiants terminent avec succès leurs études secondaires. Cependant, seulement 33 % des étudiants de la classe ont finalement obtenu leur diplôme d'études secondaires. Jones pense qu'il a « largement sous-estimé les défis académiques et sociaux auxquels étaient confrontés [les étudiants de la classe qu'il avait adoptée] » et que son programme est « totalement mal équipé pour [les aider] de manière efficace ». Dans un  discours de 2009, il explique que cet échec majeur lui a appris des leçons qu'il a appliquées dans ses efforts éducatifs ultérieurs.
En 2009, Jones prononce un discours de remise des diplômes (en) à la Buckley School (en) sur ses expériences d'échec et de retour à la normale. Il parle de son échec à faire entrer 86 étudiants défavorisés à l'université malgré les dépenses et les efforts qui l'ont aidé plus tard à créer l'une des charter schools les plus prospères de New York,.
En 2004, Jones fonde l'Excellence Charter School, la première école à charte réservée aux garçons des États-Unis, située dans le quartier de Bedford-Stuyvesant à Brooklyn.
Il fonde et préside la Fondation Bedford Stuyvesant I Have A Dream, qui place des étudiants locaux dans des universités.

### Don de l'Université de Virginie

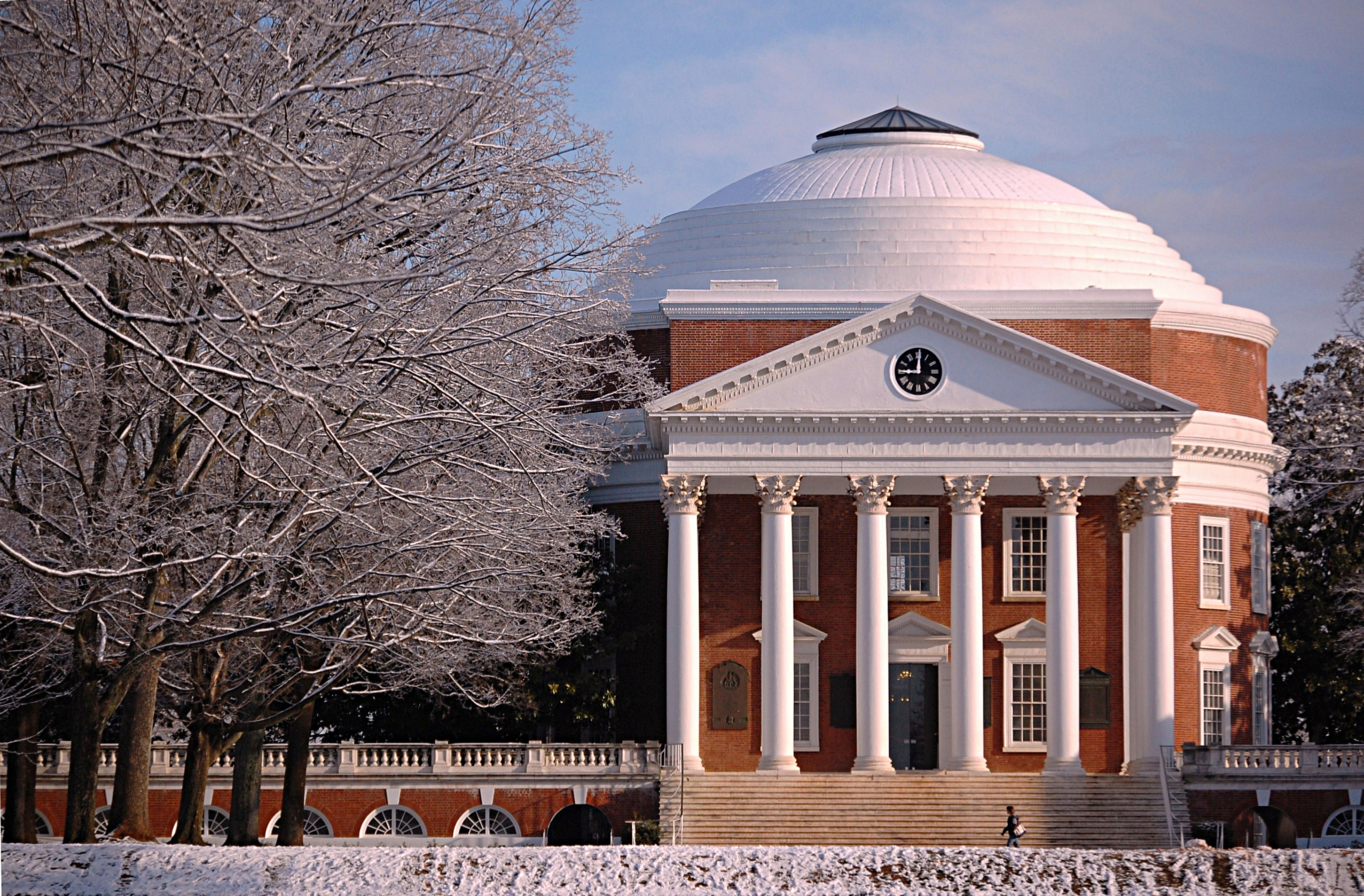
Tudor Jones a donné 44 millions $ à son alma mater, l'université de Virginie pour une salle de sport et de concert que l'université a baptisée du nom de son père.

Jones a fait de grands dons à son alma mater, l'université de Virginie, dont un de 44 millions $, qui a servi à la construction d'une nouvelle salle de basket-ball, nommée la John Paul Jones Arena, en l'honneur de son père, un avocat qui a également étudié dans la même université. En avril 2012, l'université annonce la création d'un nouveau centre des sciences contemplatives grâce à un don de 12 millions $ de Jones et de sa femme, Sonia.

### Fondation Robin Hood
Jones est le fondateur de la Fondation Robin Hood, une organisation caritative principalement soutenue par des opérateurs de fonds spéculatifs qui tente d'atténuer les problèmes causés par la pauvreté à New York. Les autres membres fondateurs incluent Peter Borish (en) et Glenn Dubin.

### Just Capital
Il crée l'association Just Capital pour aider les Américains à en savoir plus sur les entreprises considérées comme « justes ». L'organisation utilise des données pour découvrir quelles entreprises sont les plus impliquées dans les priorités que les Américains trouvent les plus importantes. L'association utilise une enquête annuelle en plusieurs phases pour découvrir quelles sont ces priorités. Just Capital gère également un ETF (fonds négocié en bourse) à but lucratif composé uniquement d'entreprises considérées comme « justes ».

## Controverses
En juin 2012, Jones aurait été un personnage clé dans l'éviction controversée de la présidente de l'université de Virginie, Teresa A. Sullivan (en). Il écrit un éditorial soutenant sa démission, citant les mauvais classements académiques de l'école, les bas salaires du personnel et d'autres problèmes perçus. Le 26 juin 2012, le conseil des visiteurs de l'université de Virginie vote à l'unanimité pour réintégrer Sullivan
En 2013, le Washington Post publie une vidéo sur son site montrant Jones lors d'une table ronde d'investissement à huis clos en avril 2013 à l'université de Virginie, répondant à une question sur le manque de diversité du panel. Jones répond « en disant qu'avoir un bébé nuit à la capacité des femmes à se concentrer sur le trading macroéconomique, où les investisseurs cherchent à tirer profit des marchés mondiaux des actions, des obligations, des devises et des matières premières ». Le passage de cinq minutes de la réponse de Jones qui retient l'attention est : « Dès que les lèvres de ce bébé ont touché la poitrine de cette fille, oubliez ça, ». Le Washington Post rapporte que la réponse de Jones signifir que : « les femmes traders sont tout aussi compétentes que les hommes traders, mais il pense qu'elles perdent leur concentration une fois qu'elles deviennent mères ». Les commentaires de Jones suscite rapidement des critiques de la part de ses collègues traders, des membres des médias et d'autres personnes concernant les mères dans son domaine du trading macroéconomique mondial. Jones s'est excusé peu de temps après, ce qui ne met pas fin aux critiques reçues. Dans une déclaration écrite envoyée au Washington Post, Jones déclare : « Mes remarques spontanées à l'université de Virginie concernaient les traders macroéconomiques mondiaux, qui sont disponibles 24 heures sur 24 et 7 jours sur 7 et dont il n'existe probablement que quelques milliers de praticiens prospères dans le monde aujourd'hui. Le trading macroéconomique exige un haut degré de compétence, de concentration et de répétition. Les événements de la vie, tels que la naissance, le divorce, le décès d'un être cher et d'autres hauts et bas émotionnels sont des obstacles au succès dans ce domaine spécifique de la finance ».
Jones était un ami du producteur de cinéma Harvey Weinstein et membre du conseil d'administration de la Weinstein Company. En 2017, alors que Weinstein est soumis à une pression croissante pour des allégations d'inconduite sexuelle, Jones lui écrit un e-mail l'encourageant à penser que l'épreuve prendrait bientôt fin et lui conseillant une manière de redorer son blason,. Weinstein est reconnu coupable en 2020 et condamné à 23 ans de prison pour agression sexuelle. Jones prend ses distances avec lui dans une déclaration écrite, déclarant : « Harvey était un ami en qui j'ai cru trop longtemps et que j'ai défendu trop longtemps ».

## Réputation
En 1987, PBS produit un documentaire intitulé Trader qui se concentre sur les activités de Jones. Le film le montre en tant que jeune homme prédisant le krach d'octobre 1987, en utilisant des méthodes similaires à celles du prévisionniste du marché Robert Prechter. Bien que la vidéo ait été diffusée à la télévision publique en novembre 1987, Jones demande dans les années 1990 que le documentaire soit retiré de la circulation. La vidéo refait surface de temps à autre sur différents sites de partage de vidéos et de torrents, mais est souvent retirée peu de temps après en raison de réclamations de droits d'auteur. Diverses théories existent quant aux raisons pour lesquelles Jones ne soutient pas le film. Bien que le film montre une approche positive du risque et de la prise en charge des clients, ainsi que la mise en valeur du travail caritatif de Jones, il est suggéré que le film pourrait révéler des secrets commerciaux.
En 1988, à l'âge de 33 ans, « le Wall Street Journal consacre un article en première page à Jones, le qualifiant d'« homme le plus suivi et le plus sujet à discussion de Wall Street ».
Discret dans les cercles des médias financiers à partir de la fin des années 1980 jusqu'à un rapport en 1997, Jones limite au minimum les interviews avec les journalistes financiers ; tout en restant discret dans les cercles financiers, il est apparu dans Larry King Live, faisant la promotion de sa campagne Save Our Everglades et de la Fondation Robin Hood.
En 2008, il est intronisé au Temple de la renommée des gestionnaires de fonds spéculatifs d'Institutional Investors Alpha avec Alfred Jones, Bruce Kovner, David Swensen (en), George Soros, Jack Nash (en), Jim Simons, Julian Robertson (en), Kenneth Griffin, Leon Levy (en), Louis Bacon, Michael Steinhardt, Seth Klarman et Steven Cohen.
En 2019, il reçoit le Golden Plate Award de l'American Academy of Achievement, présenté par le Dr Francis Collins, membre du Conseil des prix et directeur des National Institutes of Health, lors du International Achievement Summit à New York,.

## Vie privée
Au milieu des années 1980, Jones, comme le rapporte le magazine Institutional Investor, « se forge une réputation de courtisan de mannequins et de fêtard » et le Wall Street Journal publie un article en première page faisant référence à lui sous le nom de Quotron Man dans un portrait sur son style de vie. Cela se produit en 1987, alors qu'il y a une réaction générale contre les excès de Wall Street. En 1988, Jones épouse Sonia Klein, née en Australie, une entrepreneuse de yoga basée à New York, lors d'un mariage à Memphis. Au début des années 1990, Jones s'installe à Greenwich dans le Connecticut. Ils ont trois filles et un fils. Sa fille aînée, Caroline Jones (en), est chanteuse et musicienne country-pop et membre du Zac Brown Band depuis 2022. Jones a encouragé ses trois filles à se lancer dans le trading macroéconomique. Il vit également à Palm Beach en Floride.

## Politique et associations
Indépendant politiquement, Jones a fait des dons à de nombreux candidats démocrates et républicain. En 2012, il fait don de 200 000 $ à Mitt Romney. Lors de l'élection présidentielle américaine de 2008, il organise une collecte de fonds à son domicile de Greenwich pour Barack Obama, alors candidat, à laquelle ont participé 500 personnes. Il a également fait des dons aux campagnes présidentielles de John McCain et Rudy Giuliani.
Jones a précédemment été directeur de la Futures Industry Association (en) et a joué un rôle déterminant dans la création et le développement d'une branche éducative de l'association, le Futures Industry Institute, un institut de recherche rebaptisé plus tard Institute for Financial Markets basé à Washington D.C.